# Merulina ampliata
Espèce
Statut CITES
Merulina ampliata est une espèce de coraux appartenant à la famille des Merulinidae.